# Fußballer des Jahres in Finnland

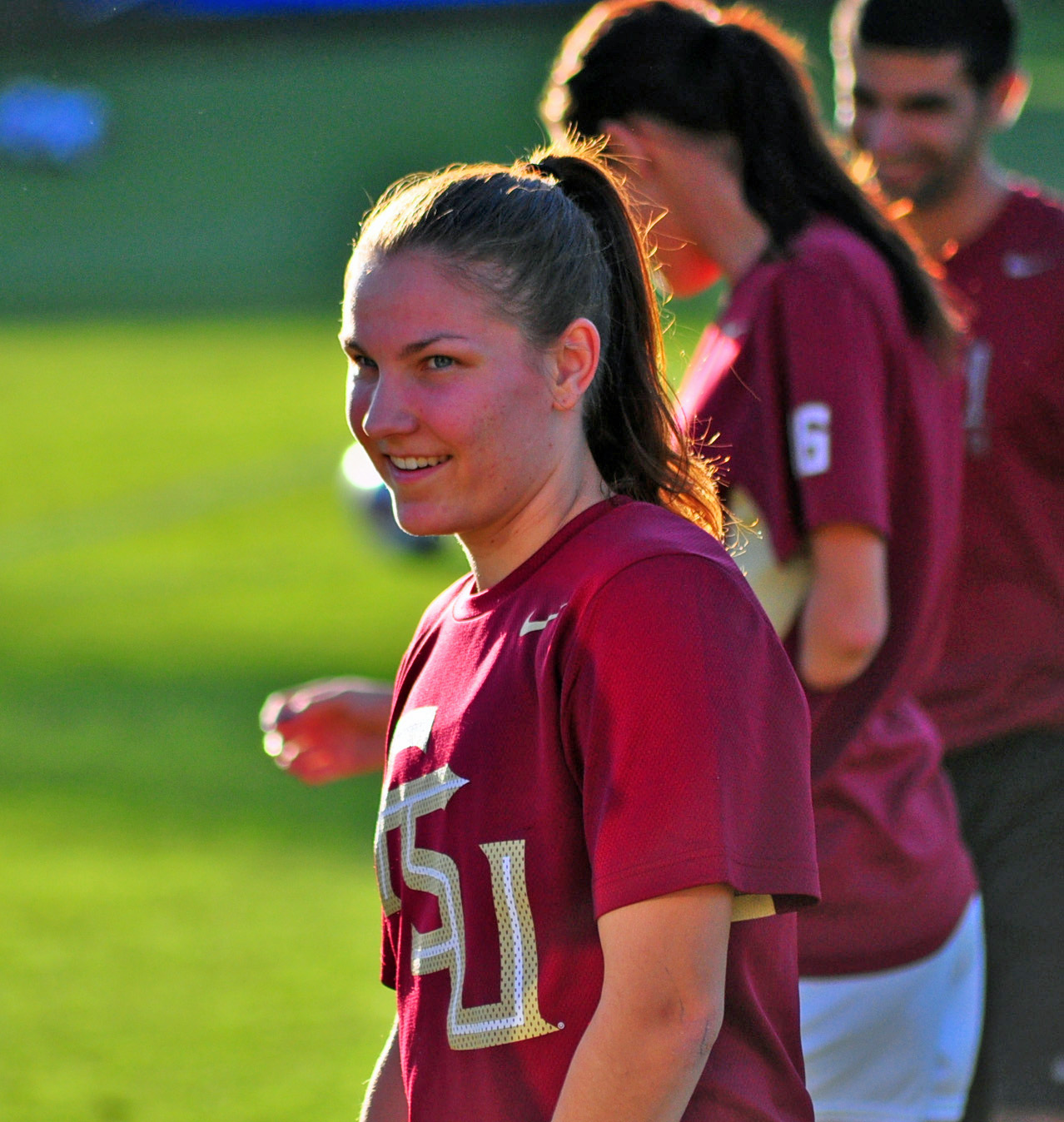
Kuikka gewann als erste Frau die Wahl bei den Journalisten

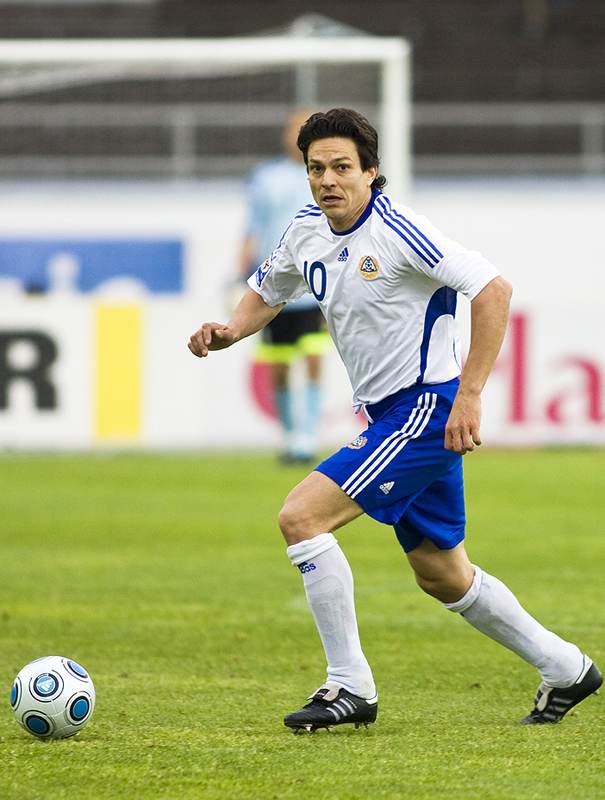
Litmanen gewann die Auszeichnung des Verbands 9× (gleich oft wie Hyypiä)

Der Titel Fußballer des Jahres in Finnland ist eine jährlich vergebene Auszeichnung zweier Vereinigungen. Seit 1947 wählen die finnischen Sportjournalisten einen finnischen Fußballer des Jahres, sechs Jahre später entschloss sich der Fußballverband von Finnland, der Suomen Palloliitto, ebenso einen Spieler des Jahres zu küren. Seit 1976 wählt der Verband auch die Fußballerin des Jahres.
Als erste Frau wurde  Natalia Kuikka  2022 mit dem Journalistenpreis ausgezeichnet. Lukáš Hrádecký  wurde vom Fußballverband und den Journalisten zum Spieler des Jahres 2023  und 2024 gewählt.

## Titelträger
| Jahr | der Sportjournalisten | des Fußballverbandes | Fußballerin des Jahres  |
| ---- | --------------------- | -------------------- | ----------------------- |
| 2024 | Lukáš Hrádecký        | Lukáš Hrádecký       | Jutta Rantala           |
| 2023 | Lukáš Hrádecký        | Lukáš Hrádecký       | Natalia Kuikka          |
| 2022 | Natalia Kuikka        | Glen Kamara          | Natalia Kuikka          |
| 2021 | Lukáš Hrádecký        | Lukáš Hrádecký       | Natalia Kuikka          |
| 2020 | Lukáš Hrádecký        | Teemu Pukki          | Natalia Kuikka          |
| 2019 | Teemu Pukki           | Teemu Pukki          | Linda Sällström         |
| 2018 | Lukáš Hrádecký        | Lukáš Hrádecký       | Anna Westerlund         |
| 2017 | Lukáš Hrádecký        | Lukáš Hrádecký       | Natalia Kuikka          |
| 2016 | Lukáš Hrádecký        | Lukáš Hrádecký       | Tinja-Riikka Korpela    |
| 2015 | Roman Eremenko        | Tim Sparv            | Tinja-Riikka Korpela    |
| 2014 | Roman Eremenko        | Roman Eremenko       | Tinja-Riikka Korpela    |
| 2013 | Niklas Moisander      | Niklas Moisander     | Tinja-Riikka Korpela    |
| 2012 | Niklas Moisander      | Niklas Moisander     | Maija Saari             |
| 2011 | Roman Eremenko        | Roman Eremenko       | Linda Sällström         |
| 2010 | Sami Hyypiä           | Sami Hyypiä          | Laura Österberg Kalmari |
| 2009 | Sami Hyypiä           | Sami Hyypiä          | Laura Österberg Kalmari |
| 2008 | Petri Pasanen         | Sami Hyypiä          | Linda Sällström         |
| 2007 | Jussi Jääskeläinen    | Jussi Jääskeläinen   | Tiina Salmén            |
| 2006 | Sami Hyypiä           | Sami Hyypiä          | Laura Österberg Kalmari |
| 2005 | Sami Hyypiä           | Sami Hyypiä          | Satu Kunnas             |
| 2004 | Antti Niemi           | Antti Niemi          | Anne Mäkinen            |
| 2003 | Sami Hyypiä           | Sami Hyypiä          | Laura Kalmari           |
| 2002 | Sami Hyypiä           | Sami Hyypiä          | Sanna Valkonen          |
| 2001 | Sami Hyypiä           | Sami Hyypiä          | Sanna Valkonen          |
| 2000 | Sami Hyypiä           | Jari Litmanen        | Sani Ylitalo            |
| 1999 | Sami Hyypiä           | Sami Hyypiä          | Laura Kalmari           |
| 1998 | Jari Litmanen         | Jari Litmanen        | Hanna Ekström           |
| 1997 | Jari Litmanen         | Jari Litmanen        | Kaisa Mustonen          |
| 1996 | Jari Litmanen         | Jari Litmanen        | Hanna Ekström           |
| 1995 | Jari Litmanen         | Jari Litmanen        | Marianne Lindholm       |
| 1994 | Jari Litmanen         | Jari Litmanen        | Johanna Lindell         |
| 1993 | Jari Litmanen         | Jari Litmanen        | Anne Mäkinen            |
| 1992 | Jari Litmanen         | Jari Litmanen        | Pauliina Auveri         |
| 1991 | Marko Myyry           | Marko Myyry          | Susanna Kuosmanen       |
| 1990 | Jari Litmanen         | Jari Litmanen        | Marja Aaltonen          |
| 1989 | Ari Heikkinen         | Jari Europaeus       | Soile Ojala             |
| 1988 | Mixu Paatelainen      | Mixu Paatelainen     | Tiina Lehtola           |
| 1987 | Ari Hjelm             | Ari Hjelm            | Anu Toikka              |
| 1986 | Esa Pekonen           | Petri Tiainen        | Hanna-Mari Sarlin       |
| 1985 | Ismo Lius             | Jukka Ikäläinen      | Marianne Sulen          |
| 1984 | Olli Huttunen         | Olli Huttunen        | Tuula Sundman           |
| 1983 | Kari Ukkonen          | Kari Ukkonen         | Hanna-Mari Sarlin       |
| 1982 | Pasi Rautiainen       | Olli Huttunen        | Anna-Maria Lehtonen     |
| 1981 | Juha Dahllund         | Aki Lahtinen         | Tarja Konttila          |
| 1980 | Aki Lahtinen          | Aki Lahtinen         | Merja Sjöman            |
| 1979 | Seppo Pyykkö          | Seppo Pyykkö         | Kirsi Koskela           |
| 1978 | Atik Ismail           | Miikka Toivola       | Åsa Wennström           |
| 1977 | Arto Tolsa            | Arto Tolsa           | Soile Malm              |
| 1976 | Aki Heiskanen         | Ari Mäkynen          | Merja Sjöman            |
| 1975 | Göran Enckelman       | Göran Enckelman      | –                       |
| 1974 | Arto Tolsa            | Arto Tolsa           | –                       |
| 1973 | Jouko Suomalainen     | Jouko Suomalainen    | –                       |
| 1972 | Miikka Toivola        | Miikka Toivola       | –                       |
| 1971 | Arto Tolsa            | Arto Tolsa           | –                       |
| 1970 | Timo Kautonen         | Timo Kautonen        | –                       |
| 1969 | Seppo Kilponen        | Tommy Lindholm       | –                       |
| 1968 | Timo Nummelin         | Jouni Jalonen        | –                       |
| 1967 | Lars Näsman           | Timo Kautonen        | –                       |
| 1966 | Matti Mäkelä          | Pertti Mäkipää       | –                       |
| 1965 | Juhani Peltonen       | Lars Näsman          | –                       |
| 1964 | Juhani Peltonen       | Juhani Peltonen      | –                       |
| 1963 | Olli Heinonen         | Olli Heinonen        | –                       |
| 1962 | Juhani Peltonen       | Juhani Peltonen      | –                       |
| 1961 | Olli Heinonen         | Olli Heinonen        | –                       |
| 1960 | Juhani Peltonen       | Juhani Peltonen      | –                       |
| 1959 | Unto Nevalainen       | Unto Nevalainen      | –                       |
| 1958 | Kai Pahlman           | Kai Pahlman          | –                       |
| 1957 | Alpo Lintamo          | Alpo Lintamo         | –                       |
| 1956 | Lauri Lehtinen        | Lauri Lehtinen       | –                       |
| 1955 | Matti Jokinen         | Matti Jokinen        | –                       |
| 1954 | Matti Hiltunen        | Pekka Kupiainen      | –                       |
| 1953 | Mauno Rintanen        | Mauno Rintanen       | –                       |
| 1952 | Aulis Rytkönen        | –                    | –                       |
| 1951 | Kalevi Lehtovirta     | –                    | –                       |
| 1950 | Aulis Rytkönen        | –                    | –                       |
| 1949 | Aulis Rytkönen        | –                    | –                       |
| 1948 | Thure Sarnola         | –                    | –                       |
| 1947 | Leo Turunen           | –                    | –                       |

## Rekordtitelträger
| Fußballer       | Anzahl |
| --------------- | ------ |
| Sami Hyypiä     | 9      |
| Jari Litmanen   | 8      |
| Lukáš Hrádecký  | 7      |
| Juhani Peltonen | 4      |

| Fußballer       | Anzahl |
| --------------- | ------ |
| Jari Litmanen   | 9      |
| Sami Hyypiä     | 9      |
| Lukáš Hrádecký  | 6      |
| Arto Tolsa      | 3      |
| Juhani Peltonen | 3      |

| Fußballer               | Anzahl |
| ----------------------- | ------ |
| Laura Österberg Kalmari | 5      |
| Natalia Kuikka          | 5      |
| Tinja-Riikka Korpela    | 4      |
| Linda Sällström         | 3      |
| Hanna Ekström           | 2      |
| Anne Mäkinen            | 2      |
| Hanna-Mari Sarlin       | 2      |
| Merja Sjöman            | 2      |
| Sanna Valkonen          | 2      |